# Atletismo nos Jogos Olímpicos de Verão de 2008 - 5000 m feminino
A competição dos 5000 metros feminino nos Jogos Olímpicos de Verão de 2008 aconteceu nos dias 19 a 22 de agosto no Estádio Nacional de Pequim.
Originalmente a turca Elvan Abeylegesse conquistou a medalha de prata, mas em 29 de março de 2017 ela teve todos seus resultados conquistados entre 2007 e 2009 anulados pela Associação Internacional de Federações de Atletismo após a reanálise de seu exame antidoping no Campeonato Mundial de 2007 ter dado positivo por estanozolol. Com isso, a etíope Meseret Defar foi elevada a segunda posição e a queniana Sylvia Kibet herdou a medalha de bronze.

## Medalhistas
| Ouro   | ETH Tirunesh Dibaba |
| Prata  | ETH Meseret Defar   |
| Bronze | KEN Sylvia Kibet    |

## Recordes
Antes desta competição, os recordes mundiais e olímpicos da prova eram os seguintes:
| Tipo | Atleta          | Tempo    | Local  | Data                   |
| ---- | --------------- | -------- | ------ | ---------------------- |
|      | Tirunesh Dibaba | 14:11.15 | Oslo   | 6 de junho de 2008     |
|      | Gabriela Szabó  | 14:40.79 | Sydney | 25 de setembro de 2000 |

## Resultados

### Ronda 1
Regra de Qualificação: Os seis primeiros de cada eliminatória (Q) e os terceiros mais rápidos (q) avançaram para a Final.
| #  | Eliminatória | Nome                      | País                    | Tempo    | Notas |
| -- | ------------ | ------------------------- | ----------------------- | -------- | ----- |
| 1  | 2            | Meseret Defar             | ETH Etiópia             | 14:56.32 | Q     |
| 2  | 2            | Vivian Cheruiyot          | KEN Quênia              | 14:57.27 | Q, SB |
| 3  | 2            | Liliya Shobukhova         | RUS Rússia              | 14:57.77 | Q     |
| 4  | 2            | Priscah Jepleting Cherono | KEN Quênia              | 14:58.07 | Q     |
| 5  | 2            | Elvan Abeylegesse         | TUR Turquia             | 14:58.79 | Q, SB |
| 6  | 2            | Shalane Flanagan          | USA Estados Unidos      | 14:59.69 | Q, SB |
| 7  | 2            | Kara Goucher              | USA Estados Unidos      | 15:00.98 | q, SB |
| 8  | 1            | Tirunesh Dibaba           | ETH Etiópia             | 15:09.89 | Q     |
| 9  | 1            | Sylvia Kibet              | KEN Quênia              | 15:10.37 | Q     |
| 10 | 1            | Alemitu Bekele            | TUR Turquia             | 15:10.92 | Q     |
| 11 | 1            | Meselech Melkamu          | ETH Etiópia             | 15:11.21 | Q     |
| 12 | 2            | Megan Metcalfe            | CAN Canadá              | 15:11.23 | q, PB |
| 13 | 1            | Gulnara Samitova-Galkina  | RUS Rússia              | 15:11.46 | Q     |
| 14 | 2            | Xue Fei                   | CHN China               | 15:13.25 | q, SB |
| 15 | 1            | Jennifer Rhines           | USA Estados Unidos      | 15:15.12 | Q     |
| 16 | 1            | Yuriko Kobayashi          | JPN Japão               | 15:15.87 |       |
| 17 | 1            | Simret Sultan             | ERI Eritreia            | 15:16.25 | NR    |
| 18 | 2            | Kayoko Fukushi            | JPN Japão               | 15:20.46 |       |
| 19 | 2            | Mariem Alaoui Selsouli    | MAR Marrocos            | 15:21.47 |       |
| 20 | 1            | Volha Krautsova           | BLR Bielorrússia        | 15:21.85 | SB    |
| 21 | 1            | Silvia Weissteiner        | ITA Itália              | 15:23.45 |       |
| 22 | 1            | Zhang Yingying            | CHN China               | 15:23.81 | SB    |
| 23 | 1            | Zakia Mrisho Mohamed      | TAN Tanzânia            | 15:24.28 |       |
| 24 | 1            | Dolores Checa             | ESP Espanha             | 15:31.22 |       |
| 25 | 2            | Yukiko Akaba              | JPN Japão               | 15:38.30 |       |
| 26 | 1            | Jéssica Augusto           | POR Portugal            | 16:05.71 |       |
| 27 | 2            | Krisztina Papp            | HUN Hungria             | 16:08.86 |       |
| 28 | 1            | Lucia Chandamale          | MAW Malawi              | 16:44.09 |       |
| 29 | 2            | Francine Niyonizigiye     | BDI Burundi             | 17:08.44 |       |
| 30 | 1            | Celma Bonfim da Graça     | STP São Tomé e Príncipe | 17:25.99 | NR    |
| –  | 2            | Yelena Zadorozhnaya       | RUS Rússia              | DNF      |       |
| –  | 2            | Joanne Pavey              | GBR Grã-Bretanha        | DNS      |       |

### Final
| #                 | Nome                      | País               | Tempo    | Notas |
| ----------------- | ------------------------- | ------------------ | -------- | ----- |
| Medalha de ouro   | Tirunesh Dibaba           | ETH Etiópia        | 15:41.40 |       |
| Medalha de prata  | Meseret Defar             | ETH Etiópia        | 15:44.12 |       |
| Medalha de bronze | Sylvia Kibet              | KEN Quênia         | 15:44.96 |       |
| 4                 | Vivian Cheruiyot          | KEN Quênia         | 15:46.32 |       |
| 5                 | Liliya Shobukhova         | RUS Rússia         | 15:46.62 |       |
| 6                 | Alemitu Bekele            | TUR Turquia        | 15:48.48 |       |
| 7                 | Meselech Melkamu          | ETH Etiópia        | 15:49.03 |       |
| 8                 | Kara Goucher              | USA Estados Unidos | 15:49.39 |       |
| 9                 | Shalane Flanagan          | USA Estados Unidos | 15:50.80 |       |
| 10                | Priscah Jepleting Cherono | KEN Quênia         | 15:51.78 |       |
| 11                | Gulnara Samitova-Galkina  | RUS Rússia         | 15:56.97 |       |
| 12                | Xue Fei                   | CHN China          | 16:09.84 |       |
| 13                | Jennifer Rhines           | USA Estados Unidos | 16:34.63 |       |
| 14                | Megan Metcalfe            | CAN Canadá         | 17:06.82 |       |
| –                 | Elvan Abeylegesse         | TUR Turquia        | 15:42.74 | DSQ   |